# Louis Boyer (astronome)
Pour les articles homonymes, voir Louis Boyer et Boyer.
Louis Boyer est un astronome français, né le 20 janvier 1901 et mort en 1999.

## Carrière
Il travaille à l'observatoire d'Alger à partir de 1930 et découvre quarante astéroïdes. 

## Hommages
L'astéroïde (1215) Boyer porte son nom.
Boyer a baptisé (1713) Bancilhon du nom d'Odette Bancilhon sa collègue et femme de l'astronome Alfred Schmitt.

## Astéroïdes découverts
| (1177) Gonnessia   | 24 novembre 1930  |
| (1211) Bressole    | 2 décembre 1931   |
| (1212) Francette   | 3 décembre 1931   |
| (1295) Deflotte    | 25 novembre 1933  |
| (1296) Andrée      | 25 novembre 1933  |
| (1301) Yvonne      | 7 mars 1934       |
| (1338) Duponta     | 4 décembre 1934   |
| (1339) Désagneauxa | 4 décembre 1934   |
| (1340) Yvette      | 27 décembre 1934  |
| (1343) Nicole      | 29 mars 1935      |
| (1344) Caubeta     | 1er avril 1935    |
| (1364) Safara      | 18 novembre 1935  |
| (1377) Roberbauxa  | 14 février 1936   |
| (1380) Volodia     | 16 mars 1936      |
| (1392) Pierre      | 16 mars 1936      |
| (1400) Tirela      | 17 novembre 1936  |
| (1412) Lagrula     | 19 janvier 1937   |
| (1413) Roucarie    | 12 février 1937   |
| (1414) Jérôme      | 12 février 1937   |
| (1415) Malautra    | 4 mars 1937       |
| (1416) Renauxa     | 4 mars 1937       |
| (1511) Daléra      | 22 mars 1939      |
| (1574) Meyer       | 22 mars 1949      |
| (1577) Reiss       | 19 janvier 1949   |
| (1594) Danjon      | 23 novembre 1949  |
| (1597) Laugier     | 7 mars 1949       |
| (1598) Paloque     | 11 février 1950   |
| (1599) Giomus      | 17 novembre 1950  |
| (1601) Patry       | 18 mai 1942       |
| (1606) Jekhovsky   | 14 septembre 1950 |
| (1616) Filipoff    | 15 mars 1950      |
| (1617) Alschmitt   | 20 mars 1952      |
| (1629) Pecker      | 28 février 1952   |
| (1630) Milet       | 28 février 1952   |
| (1649) Fabre       | 27 février 1951   |
| (1713) Bancilhon   | 27 septembre 1951 |
| (1714) Sy          | 25 juillet 1951   |
| (1851) Lacroute    | 9 novembre 1950   |
| (2021) Poincaré    | 26 juin 1936      |
| (4422) Jarre       | 17 octobre 1942   |